# Fomes
Fomes (Fr.) Fr. (hubiak) – rodzaj grzybów należący do rodziny żagwiowatych (Polyporaceae). W Polsce występuje tylko jeden gatunek – hubiak pospolity.

## Charakterystyka
Grzyby nadrzewne, saprotroficzne i grzyby pasożytnicze, poliporoidalne. Owocniki wieloletnie, siedzące, kopytkowate z grubą i strefowaną krustą. Powierzchnia krusty szara do czarniawej, naga. Hymenofor poroidalny, powierzchnia porów jasnobrązowa, pory małe, regularne, rurki brązowe, w kilku warstwach. Kontekst jasnobrązowy, twardo-włóknisty ze sklerydami. System strzępkowy trimityczny, strzępki generatywne ze sprzążkami, strzępki szkieletowe i łącznikowe bladobrązowe. Są też wrzecionowate cystydiole tej samej wysokości co hymenium lub lekko wystające. Bazydiospory cylindryczne, duże, szkliste, gładkie, w odczynniku Melzera nieamyloidalne. Powodują białą zgniliznę martwego i żywego drewna liściastego.
Podobny jest rodzaj  Hexagonia, który ma ten sam system strzępkowy, duże cylindryczne bazydiospory i kolorowe strzępki wegetatywne. Brak mu jednak charakterystycznych dla rodzaju Fomes skleryd.

## Systematyka i nazewnictwo
Pozycja w klasyfikacji według Index Fungorum: Polyporaceae, Polyporales, Incertae sedis, Agaricomycetes, Agaricomycotina, Basidiomycota, Fungi.
Takson utworzył Elias Fries w 1849 r. Synonimy naukowe: Agarico-igniarium Paulet, Elfvingiella Murrill, Placodes Quél., Polyporus subgen. Fomes Fr., Ungulina Pat., Xylopilus P. Karst.
Nazwa polska pojawiła się po raz pierwszy w pracy Stanisława Domańskiego i in. w 1967 r. W polskim piśmiennictwie mykologicznym rodzaj ten opisywany był także jako huba, żagiew lub czyr.
Niektóre gatunki:
- Fomes clelandii Lloyd 1915
- Fomes extensus (Lév.) Cooke 1885
- Fomes fulvus (Scop.) Gillet 1878
- Fomes fomentarius (L.) J. Kickx f. 1867 – hubiak pospolity